# Amédée Denisse
Pour les articles homonymes, voir Denisse.
Amédée Denisse est un illustrateur, photographe, pyrotechnicien et inventeur français, né le 1er décembre 1827 à Montpezat (actuelle commune de Mourens), et mort à Nogent-sur-Marne le 11 mai 1905.

## Biographie

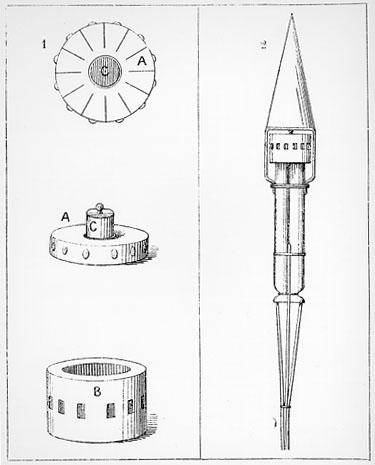
Dessin de la photo-fusée inventée par Amédée Denisse (1888).

On doit à Amédée Denisse l'invention de la « photopyrotechnique » pour réaliser des photographies aériennes : une « photo-fusée » qui, « parvenue à la fin de son ascension, brûle une mèche qui produit le déclenchement de l'obturateur en même temps qu'elle détermine l'ouverture d'un parachute qui sert à la descente de l'appareil. Celle ingénieuse disposition permettrait le lever photographique des plans, avec un matériel relativement simple. » Il la préconisa pour prendre des clichés aériens de la Terre, mais c'est l'Allemand Alfred Maul qui réussira cette première en 1906.
Son Traité pratique complet des feux d'artifice est considéré comme étant l'un des principaux ouvrages du XIXe siècle sur la pyrotechnie.
Amédée Denisse possédait un canot à vapeur nommé L'Abeille qui transportait son laboratoire photographique sur tous les points navigables des environs de Paris et dont le point d'attache était le 69, quai de la Tournelle.

## Publications
- Les Progrès de la pyrotechnie, 1885.
- Fusées volantes moulées, Poulenc frères et chez l'auteur, 1886.
- Feux d'artifice sifflants, 1888.
- Traité pratique complet des feux d'artifice, 1892[10].

## Illustrations
- Jules Lermina, « Histoires incroyables », in Jules Lermina (dir.), Dictionnaire universel illustré, biographique et bibliographique, de la France contemporaine : comprenant par ordre alphabétique la biographie de tous les français et alsaciens-lorrains marquants de l'époque actuelle, l'analyse des œuvres les plus célèbres[11].